# Hans-Georg Beck
Hans-Georg Beck (ur. 18 lutego 1910 w Schneizlreuth; zm. 25 maja 1999 w Unterfinning) – niemiecki historyk, bizantynolog, specjalista w zakresie literatury bizantyńskiej. 

## Życiorys
W 1929 wstąpił do zakonu benedyktynów, przyjmując imię Hildebranda. Studiował, w latach 1930–1937, teologię katolicką i bizantyńską na Uniwersytecie Ludwika i Maksymiliana w Monachium. Studia uzupełniał w Rzymie. Doktorat uzyskał w 1936. Od 1947 był asystentem Franza Dölgera na monachijskiej uczelni. W 1950 przeprowadził habilitację na podstawie pracy Theodoros Metochites. Die Krise des byzantinischen Weltbildes im 14. Następnie został następcą Franza Dölgera (do przejścia na emeryturę w 1975).
Od 1962 Beck był członkiem Bawarskiej Akademii Nauk, a od 1963 do 1974 przewodniczącym Deutsche Arbeitsgemeinschaft zur Förderung Byzantinischer Studien.
Został odznaczony Krzyżem Wielkim Orderu Zasługi Republiki Federalnej Niemiec (1982).

## Wybrane publikacje
- Byzantinistik heute, Berlin 1977.
- Das byzantinische Jahrtausend, München 1978.
- Vademecum des byzantinischen Aristokraten. Das sogenannte Strategikon des Kekaumenos, Köln 1956.
- Geschichte der byzantinischen Volksliteratur, München 1971.
- Byzantinisches Lesebuch, München 1982.
- Der Vater der deutschen Byzantinistik. Das Leben des Hieronymus Wolf von ihm selbst erzählt, München 1984.
- Byzantinisches Erotikon. Orthodoxie, Literatur, Gesellschaft, München 1986.
- Kaiserin Theodora und Prokop. Der Historiker und sein Opfer, München 1986.
- Vorsehung und Vorherbestimmung in der theologischen Literatur der Byzantiner, Rome 1937.
- Kirche und theologische Literatur im byzantinischen Reich, München 1959.
- Actus fidei. Wege zum Autodafé, München 1987.
- Vom Umgang mit Ketzern. Der Glaube der kleinen Leute und die Macht der Theologen, München 1993.
- Theodoros Metochites. Die Krise des byzantinischen Weltbildes im 14. Jahrhundert, München 1952.
- Ideen und Realitäten in Byzanz. Gesammelte Aufsätze, London 1972.